# Center (Contea di Rock, Wisconsin)
Center è un comune degli Stati Uniti, situato in Wisconsin, nella Contea di Rock.